# Westies
Los Westies fueron una pandilla de crimen organizado irlandesa-estadounidense basada en Nueva York responsable de racketeering, narcotráfico, y sicariato. Estaban asociados a la mafia ítalo-estadounidense y operaban en el barrio de Hell's Kitchen en Manhattan.
Según el autor T.J. English, "Aunque nunca eran más de doce a veinte miembros - dependiendo de cuántos estaban en la cárcel en un momento determinado - los Westies se convirtieron en sinónimo de la última generación de irlandeses en el lugar de nacimiento de la mafia irlandesa". Según el Escuadrón contra el Crimen Organizado del Departamento de Policía de Nueva York (NYPD) y el FBI, los Westies fueron responsables de entre sesenta y cien asesinatos entre 1968 y 1986.[cita requerida]